# Битва под Парканами

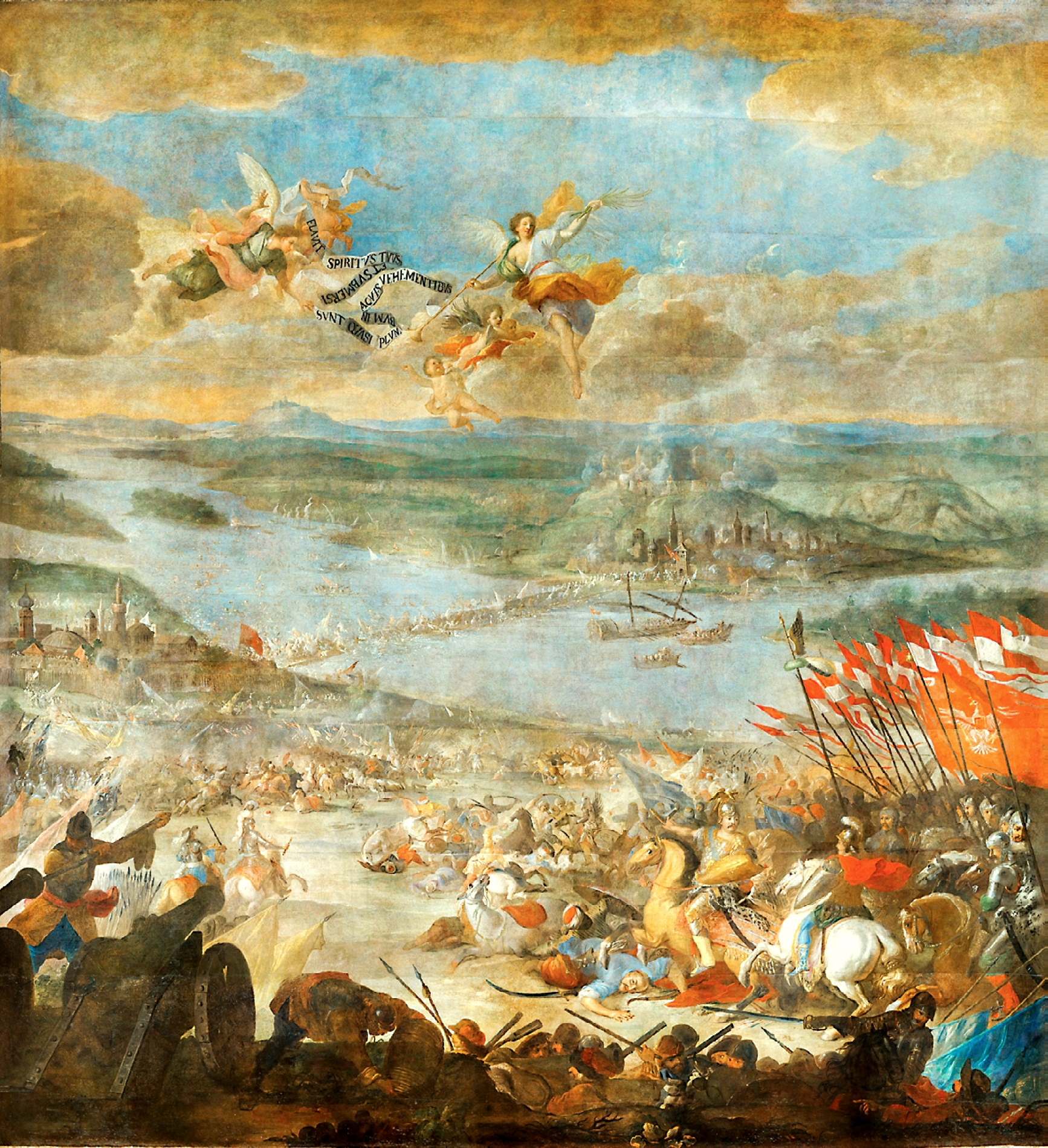
Мартино Альтамонте. «Битва под Парканами» (1693−1695)

Битва под Парканами (нем. Schlacht bei Párkány) — двухдневное сражение во время Великой Турецкой войны, состоявшееся 7—9 октября 1683 года, в котором после неудачного для авангарда коронного войска боя с турками 7 октября, на второй день сражения был достигнут разгром войск великого везиря Кара-Мустафы, объединёнными речи польскими и австрийско-германскими войсками под предводительством Яна III Собеского. Турецкий полководец бежал в Белград, где был казнен по приказу султана. Битва под Парканами закрепила результаты победы над турками под Веной и положила конец планам турецкой экспансии в Центральную Европу.

## Планы сторон
После победы под Веной коронно-цесарское войско направилось на восток на освобождение Венгрии от турок. Тем временем разбитый под Веной Кара Мустафа реорганизовал войско. Своему стороннику Кара-Мехмеду визирь поручил силами 20-тысячного корпуса охранять турецкую границу с Габсбургами. Сам Кара Мустафа с главными силами отошёл к городу Буда, объявив о завершении кампании и о своих намерениях возобновить войну весной 1684 года, надеясь, что противоречия между Речью Посполитой и Священной Римской империей ослабят его противника, а сам он с новыми силами отомстит за провал кампании 1683 года.
Но Ян Собеский был слишком опытным полководцем, чтобы допустить такое развитие событий. Он решил продолжать кампанию до тех пор, пока не достигнет окончательного разгрома турок. Ян Собеский стремился избежать затяжной войны, которая бы исчерпала финансовые ресурсы Речи Посполитой. В планы Яна Собеского также входило освобождение Венгрии, на трон которой он хотел посадить своего сына Якуба.

## Поход на Эстергом
Австрийцы знали об планах польского короля, поэтому стремились поскорее выпроводить Яна Собеского из Венгрии и заключить мир с султаном. Они отговорили Яна Собеского от его плана наступления на Буду и предложили овладеть Эстергомом. 18 сентября около 40 000 коронного войска и имперцев вышло из Вены в поход на Венгрию. Союзники считали, что им противостоит 10 000 турок в Уйвари и 8 тысяч куруцев (венгерских антигабсбургской повстанцев) в Эстергоме, а главные силы армии Мустафы стоят в Буде. Это была ошибка, за которую пришлось дорого заплатить.

## Первый день
6 октября Кара-Мехмед с 30-тысячным войском подошёл к небольшой крепости Парканы у переправы через Дунай. Ян Собеский, надеясь опередить турок, 7 октября во главе 6-тысячного отряда конницы тоже направился к Парканам, которые он надеялся занять раньше турок и дождаться прибытия главных сил. Турки опередили короля Речи Посполитой. Авангард коронного войска во главе с коронным гетманом Стефаном Бидзинським наткнулся на превосходящие силы турок и был разбит. Ян Собеский бросил на помощь конницу Яблоновского с приказом держаться до подхода главных сил. Турки смогли благодаря манёвру обмана бегства выманить коронное войско из оборонительной позиции и разбить. Ян Собеский развернул свой фронт на запад, рассчитывая пробиться через врага к главным силам, однако его войско неправильно поняло его манёвр — бросилось в бегство. Погибло около 500 воинов. Сам король оказался в опасности, а когда погиб очень похожий на него поморский воевода Владислав Денгоф, турки подумали, что убили самого Яна Собеского. Кара Мехмед отправил в Буду новость о победе, и радостный Кара Мустафа послал ему в подкрепление несколько тысяч конницы.

## Второй день
Радость турок, однако, была преждевременной. Ян Собеский решил дать туркам новый бой. На этот раз он сам подготовил план сражения. 9 октября тридцатитысячная союзная армия, имея большое преимущество над турками в артиллерии и пехоте, подошла к Парканам. Правое крыло возглавил Гиерон Любомирский, центр — герцог Лотарингии Карл V, левое крыло — гетман Яблоновский. Кара Мехмед решил принять бой, несмотря на неудобную позицию: в его тылу протекали реки Хрон и Дунай, так что в случае неудачи единственным путём отступления становился деревянный мост через Дунай от Перканы до Эстергома. Ян Собеский это знал и решил отрезать турок от реки и моста.
Боевые действия начались в полдень. Кара-Мехмед ударил по левому крылу союзников, чтобы столкнуть их в реку. Гетман Яблоновский выдержал удар и сам перешёл в атаку, сковав силы противника и оттянув на себя турецкие подкрепления с других участков турецкого фронта. За это время правое крыло союзников, где находился сам король Речи Посполитой, незаметно продвинулось в направлении замка в Парканах. Когда турецкий командующий заметил этот манёвр, было слишком поздно: правое крыло и центр союзников разбили ослабленную в этом месте османскую армию. Пошли в атаку гусары Любомирского, имперские рейтары и гусары Яблоновского. Кара-Мехмед бросился в бегство, а за ним и остальная армия. Под тяжестью турок и под обстрелом из пушек мост через Дунай не выдержал и рухнул. Лишь около 800 воинов Кара-Мехмеда смогли добраться до другого берега Дуная. Тогда турки попытались прорваться через ряды союзнической пехоты, но были разбиты. Коронное войско и казацкая пехота захватили Парканский замок и вырезали многих янычар, после того как увидели в замке отрубленные головы убитых в первом бою под Парканах. Массированный огонь по Дунаю, через который пытались спастись вплавь турки, довершил разгром. Потери турок были ужасны: были убиты трое пашей, двое попало в плен, до 10 тысяч человек были убиты или утонули в Дунае. Потери союзников не превысили тысячу убитых.

## В искусстве
Картина итальянского мастера Мартино Альтамонте «Битва под Парканами» являлась самой большой по размерам батальной сценой в Европе в XVII веке. Это полотно было написано по заказу польского короля Яна III Собеского высотой 10 м и шириной 8,5 м после реставрации выставляется в Золочевском замке.